# Préférence pour les nombres de sa date de naissance
Ne doit pas être confondu avec paradoxe des anniversaires.

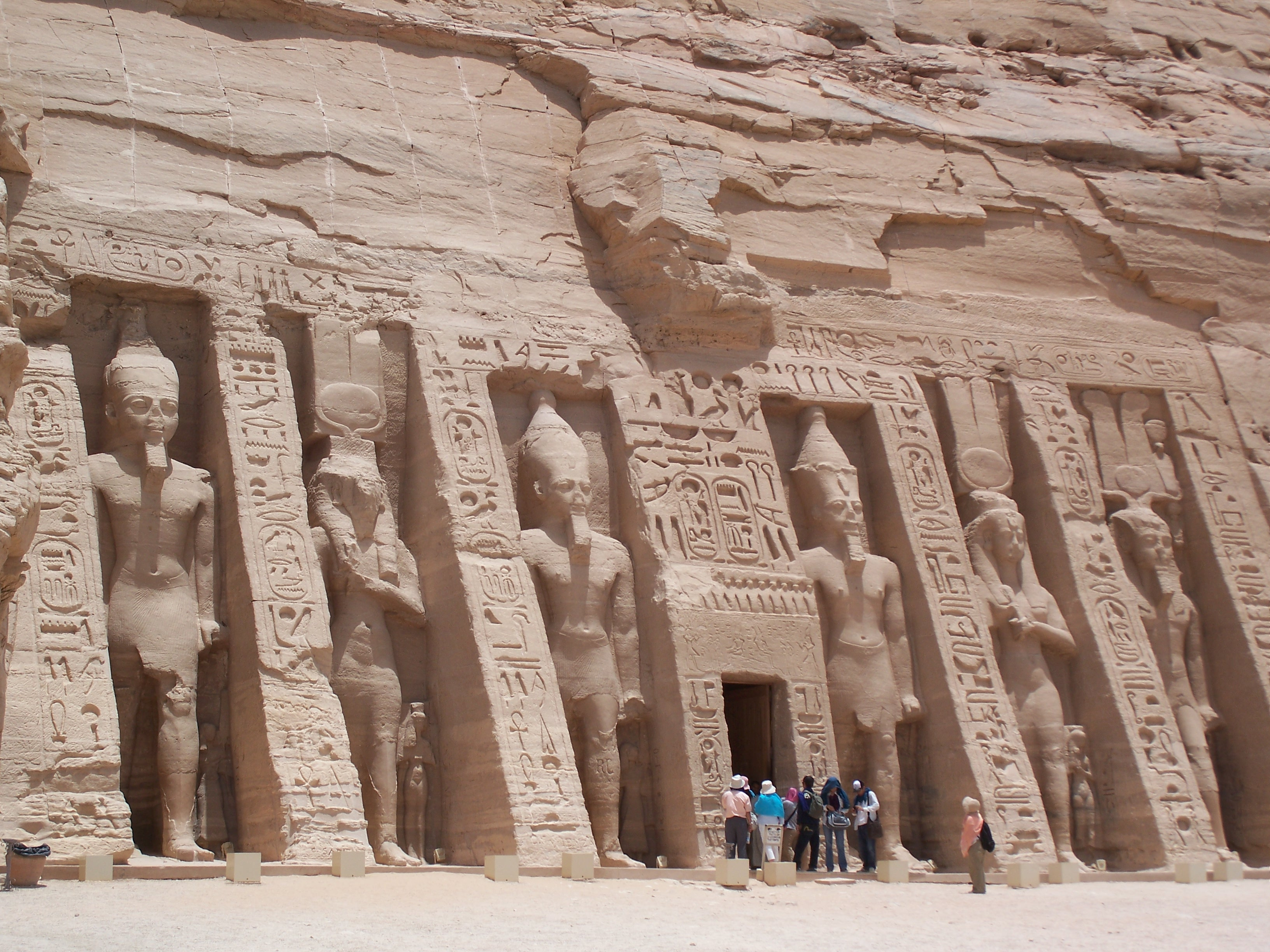
Temples d'Abou Simbel en Égypte, où le Soleil est perpendiculaire au visage de la statue de Pharaon le jour de son anniversaire.

La préférence pour les nombres de sa date de naissance est la tendance subconsciente des gens à préférer les nombres entrant dans la composition de la date de leur anniversaire aux autres nombres. Signalé pour la première fois en 1997 par les psychologues japonais Shinobu Kitayama et Mayumi Karasawa, l'effet a été reproduit dans divers pays. Cela vaut pour tous les âges et tous les sexes. L'effet est le plus important pour les nombres supérieurs à 12.
La plupart des gens s'aiment ; l'anniversaire est associé à soi-même, et par conséquent, les chiffres présents dans la date d'anniversaire sont préférés, malgré le fait qu'ils apparaissent dans de nombreux autres contextes. Les personnes qui ne s'aiment pas ont tendance à ne pas présenter la préférence pour les nombres de sa date de naissance. Un effet similaire, l'effet lettres du nom propre (en), a été trouvé pour les lettres : les gens ont tendance à préférer les lettres qui font partie de leur nom. L'effet numéro d'anniversaire et l'effet nom-lettre sont significativement corrélés. Dans les évaluations psychologiques, la tâche de préférence numérique est utilisée pour estimer l'estime de soi implicite.
Il existe des preuves que l'effet a des implications sur les décisions de la vie réelle. Une étude de laboratoire a révélé une augmentation d'une attitude favorable envers les prix lorsqu'ils étaient secrètement manipulés pour correspondre aux dates d'anniversaire des sujets, ce qui augmentait les chances d'achat. Cependant, une deuxième étude utilisant l'année de naissance comme prix n'a pas abouti au même résultat. Une étude sur l'attrait pour certains produits a révélé que les participants ayant une haute estime de soi aimaient mieux les produits si les noms de produits impliquaient sans le savoir leur numéro d'anniversaire et les lettres de leur nom. Certaines recherches sur le terrain de l'impact de la préférence pour les nombres de sa date de naissance sur les décisions de vie plus importantes (par exemple où vivre) sont controversées.

## Histoire
Tout au long de l'histoire, les sociétés ont eu des nombres qu'elles considèrent comme spéciaux,. Par exemple, dans la Rome antique, le nombre 7 était de bon augure, dans la civilisation maya, le nombre 13 était sacré, dans le Japon moderne, les gens donnent trois, cinq ou sept cadeaux pour la chance, et en Chine, le chiffre 8 est considéré comme chanceux et 4 est évité dans la mesure du possible. Dans les cultures occidentales, le nombre 13 est souvent considéré comme malchanceux, d'où le terme triskaidekaphobie, peur du nombre 13.
Les expériences contrôlées avec des nombres remontent à 1933 lorsque le chercheur Dietz a demandé aux Néerlandais de nommer le premier nombre qui leur venait à l'esprit entre 0 et 99,. Le nombre 7 a été le plus mentionné, comme il l'était dans diverses répliques ultérieures de l’étude dans d’autres pays,,,. Le numéro 7 est également sorti en tête dans les études qui ont demandé aux gens de nommer leur numéro préféré,,,. Dans un sondage en ligne par Alex Bellos, un chroniqueur pour The Guardian, plus de 30 000 personnes de partout dans le monde ont soumis des nombres, et le nombre 7 est ressorti comme le plus populaire. Tous les nombres inférieurs à 100 et près de la moitié des nombres inférieurs à 1 000 ont été soumis au moins une fois,. Les chercheurs en marketing King et Janiszewski ont étudié la préférence numérique d'une manière différente. Ils ont montré aux étudiants de premier cycle des nombres aléatoires et leur ont demandé de dire rapidement s'ils aimaient le nombre, ne l'aimaient pas ou se sentaient neutres. Le nombre 100 avait la plus forte proportion de personnes qui l'aiment (70%) et la plus faible proportion de personnes ne l'aimant pas (5%). Les nombres 1 à 20 étaient appréciés par 9% de plus de personnes que les nombres plus élevés ; les nombres qui sont le résultat des tables de multiplication apprises par cœur (c'est-à-dire 2 × 2 à 10 × 10) ont été appréciés par 15% de plus de personnes que les nombres restants. Les chercheurs ont conclu que la fluidité des nombres prédit la préférence numérique : par conséquent, les nombres de table de multiplication sont préférés aux nombres premiers.
Le domaine étroitement lié de la recherche sur les préférences en matière de lettres remonte aux années 1950. En 1985, le psychologue belge Nuttin a rapporté la découverte inattendue selon laquelle les gens ont tendance à préférer de manière disproportionnée, sans le savoir, les lettres de leur propre nom. L'effet de préférence pour les lettres du nom (en) (effet lettres du nom propre) a été reproduit dans des dizaines d'études de suivi dans différentes langues, cultures et alphabets, que les participants aient choisi leur lettre préférée parmi une paire aléatoire, ou choisi les six premières de toutes les lettres de l'alphabet, ou noté chaque lettre individuelle. Nuttin a prédit que, parce que la force motrice derrière l'effet lettre du nom est une préférence inconsciente pour tout ce qui est lié à soi-même, il y aurait également un effet de préférence des nombres de la date de naissance,.

## Étude originale
En 1997, les chercheurs Shinobu Kitayama et Mayumi Karasawa ont observé que des études ont montré à plusieurs reprises que les Japonais ne cherchent pas à maintenir et à améliorer leur estime de soi, contrairement aux Européens et aux Américains. Alors que la recherche avec des participants occidentaux a révélé qu'en moyenne, les gens croient à tort qu'ils sont meilleurs que la moyenne, qu'ils s'attribuent le mérite des succès et blâment les autres pour les échecs, et qu'ils surestiment les chances de bonne fortune leur arriver, les études avec des Japonais n'ont pas révélé de telles tendances d'auto-amélioration. De plus, dans les études interculturelles, les Japonais ont rapporté que l'estime de soi était plus affectée par les échecs que stimulée par les succès, le contraire de ce qui a été rapporté par les Américains. Toutes ces études impliquaient des participants conscients que leur estime de soi était en cours d'évaluation et, par conséquent, on dit qu'elles sont des mesures de l'estime de soi explicite. Cela étonna Kitayama et Karasawa. Il leur semblait peu probable que les Japonais n'aient aucun sentiment positif attaché à eux-mêmes. Ils ont émis l'hypothèse que, d'une manière ou d'une autre, les Japonais ne permettaient pas que ces sentiments soient détectés ouvertement. Pour tester cela, ils ont mené deux expériences qui cachaient l'objectif d'évaluer l'estime de soi, en mesurant plutôt l'estime de soi implicite. Parce que, par définition, l'estime de soi implicite n'est pas accessible à l'introspection, les mesures de celle-ci ne reposent pas sur des autodéclarations directes, mais sur la mesure dans laquelle les objets associés au soi génèrent des pensées positives par rapport à des pensées négatives,,. La première expérience était une réplique de l'étude 1987 de Nuttin de préférence de lettre, recherchant un effet lié aux lettres du nom du participant,. La deuxième expérience a impliqué des nombres, recherchant un effet lié aux quantièmes (entre 1 et 31) et mois de naissance (entre 1 et 12) des participants.

### Méthode
Pour tester l'effet lettres du nom, ils ont demandé à 219 étudiants japonais de premier cycle d'évaluer chacun des 45 hiragana, qui font partie du système d'écriture japonais, en fonction de leur appréciation. Pour tester l'effet de préférence pour un nombre de la date de naissance, ils ont demandé à 269 étudiants japonais de premier cycle d'évaluer l'attractivité de nombres entre 0 et 49. Le nombre 49 a été choisi comme limite supérieure pour masquer le véritable objectif de l'étude, auquel 31 (qui est le nombre maximum de jours dans un mois) aurait pu faire allusion. De même, le numéro 0 a été inclus. Les participants devaient donner des notes sur une échelle de six points, allant de 1, s'ils n'aimaient pas beaucoup le nombre, à 6, s'ils l'aimaient beaucoup. Une fois terminé, les participants ont été invités à fournir diverses données personnelles, y compris leur date d'anniversaire.

### Résultats
L'analyse des données de préférence de lettre a révélé un effet lettres-du-nom : une préférence pour les lettres entrant dans le nom du participant. L'analyse des données de préférence numérique a révélé une préférence pour les nombres entrant dans la composition de sa date de naissance. Pour chaque nombre, les chercheurs ont d'abord calculé l'attrait moyen des participants qui n'avaient pas ce nombre dans leur date de naissance. Ces moyennes ont servi de base de référence. Pour chaque participant, 50 scores relatifs d'appréciation ont été calculés entre la base de référence d'un nombre et la préférence réelle. Les scores moyens d'appréciation pour différents types de nombres ont montré que les participants préféraient de manière disproportionnée les nombres présent dans leur date de naissance. L'effet était plus fort pour les nombres plus élevés (plus de 12) que pour les nombres inférieurs. L'effet était plus faible pour les hommes et leur mois de naissance (avec une différence de seulement 0,03 par rapport à la moyenne), et plus fort pour les femmes et le quantième de leur anniversaire (différence de 0,77 avec la moyenne). Dans l'ensemble, les femmes ont montré une plus grande appréciation des nombres présents dans leur date de naissance que les hommes.

### Explications
Kitayama et Karasawa ont conclu que les schémas se dégageant des résultats des deux expériences étaient très cohérents avec l'hypothèse selon laquelle la préférence est due à un attachement au soi. Ces sentiments s'étendent à des stimuli qui sont étroitement associés au soi, non seulement les noms et les dates de naissance, mais aussi, implicitement, leurs lettres et chiffres constitutifs,. Puisque la plupart des gens s'apprécient eux-mêmes, la plupart des gens ont des sentiments positifs pour ces éléments constitutifs de leur identité. Les chercheurs ont suggéré que l'effet est plus fort pour les nombres plus élevés parce que dans la vie quotidienne, ces nombres sont moins saturés d'autres significations, autres que leurs associations avec les anniversaires[à recycler].
Une autre explication possible de la préférence qui a dû être testée est la simple exposition. S'il était vrai que les chiffres de son anniversaire sont utilisés de manière disproportionnée dans sa vie quotidienne, alors la préférence pour les chiffres de son anniversaire pourrait simplement être une préférence pour ce qui est le plus fréquent. Zajonc a découvert dans ses études de laboratoire des années 1960 et 1980 que la familiarité peut fortement influencer la préférence et a inventé le terme «simple effet d'exposition»,. Mais Kitayama et Karasawa ont soutenu que même si les gens voyaient plus les nombres de leur propre anniversaire, ce serait encore négligeable en comparaison de la quantité globale de nombres qu'ils rencontrent dans la vie quotidienne. Ceci est conforme à l'argument que d'autres chercheurs ont utilisé pour exclure la simple exposition comme explication de l'effet nom-lettre,.
Kitayama et Karasawa ont conclu que les Japonais ont effectivement des sentiments chaleureux envers eux-mêmes, tout comme les Américains et les Européens, mais que ces sentiments sont masqués lorsqu'ils sont explicitement demandés. Ils ont émis l'hypothèse que la raison de ce masquage réside dans la tendance japonaise à s'occuper des caractéristiques négatives et indésirables pour améliorer le soi.

## Études ultérieures
En 2017, l'étude originale de Kitayama et Karasawa avait été citée dans plus de 300 articles scientifiques.

### Études de suivi précoces
La première étude de suivi a examiné les différences culturelles. Blass, Schmitt, Jones et O'Connell ont utilisé des étudiants américains de premier cycle comme participants pour reproduire l'étude originale. Dans leur article présenté à la conférence annuelle de l'American Psychological Association à Chicago, en août 1997, ils rapportent le même résultat: une préférence pour les numéros d'anniversaire. Ils ont cependant trouvé un effet beaucoup plus fort, ce qui, selon les chercheurs, pourrait être dû à la tendance des Américains à s'améliorer,.
La deuxième étude de suivi a été réalisée en 1998 par Kitayama et Uchida. Ils ont cherché à enquêter sur la relation entre l'effet de lettre de nom d'une personne et l'effet de son numéro d'anniversaire, étant donné que Kitayama et Karasawa avaient soupçonné une seule force motrice derrière les deux. Comme ils l'avaient prédit, Kitayama et Uchida ont constaté que chez une personne, les deux effets étaient corrélés. Des études ultérieures ont confirmé cette constatation.
En 2000, Bosson, Swann et Pennebaker ont testé sept mesures de l'estime de soi implicite, y compris la tâche numéro d'anniversaire et la tâche nom-lettre, et quatre mesures de l'estime de soi explicite. Ils ont utilisé une échelle de notation de sept points au lieu de l'échelle de six points que Kitayama et Karasawa avaient utilisée, et ils n'ont regardé que le jour de l'anniversaire. En moyenne, les répondants ont noté leur numéro d'anniversaire 0,73 point plus élevé que les autres nombres. Lorsque les chercheurs ont retesté les sept mesures implicites de l'estime de soi, la tâche du numéro d'anniversaire était l'une des trois à produire des résultats similaires. À partir des corrélations faibles ou non significatives entre les mesures implicites et explicites de l'estime de soi, ils ont conclu que l'estime de soi implicite et explicite exploitent différents construits sous-jacents.

### Études de suivi ultérieures
Des études ultérieures ont étudié des aspects de l'effet. Koole, Dijksterhuis et van Knippenberg ont cherché à explorer à quel point le processus de préférence était automatique. Ils l'ont fait avec des chiffres et des lettres. Ils ont divisé les participants en deux groupes. Le premier groupe (groupe « intuition ») a été invité à donner des réactions rapides et intuitives indiquant ses préférences pour les stimuli. On a demandé au deuxième groupe d'expliquer pourquoi ils aimaient certains nombres mieux que d'autres et d'analyser les caractéristiques des nombres qu'ils aimaient (groupe « réflexion) ». Comme les chercheurs l'avaient prédit, ils ont constaté que l'effet de préférence du nombre dans la date d'anniversaire et l'effet de la lettre du nom disparaissaient dans le groupe « réflexion ». Ils ont fait valoir que la réflexion sur les raisons incite à la neutralisation délibérée des effets implicites de l'estime de soi. Cette conclusion a été étayée en examinant les corrélations entre les effets : alors que dans le groupe « intuition », la force de l'effet nombre de la date de naissance d'un participant était corrélée à son effet lettre-du-nom, aucune corrélation de ce type n'a été trouvée dans le groupe « réflexion ».
Jones, Pelham, Mirenberg et Hetts ont enquêté sur la façon dont l'effet se maintenait sous les soi-disant « menaces » contre soi-même. Des recherches antérieures de Koole, Smeets, van Knippenberg et Dijksterhuis avaient déjà montré que l'effet nom-lettre est influencé par une menace perçue. Jones, Pelham, Mirenberg et Hetts ont d'abord fait écrire à certains participants sur un défaut personnel et ont ensuite donné à tous les participants la tâche de préférence de nombre et la tâche de préférence de lettre. Ce qu'ils ont trouvé était cohérent avec les résultats précédents : les personnes qui s'aimaient beaucoup aimaient les chiffres de leur anniversaire et les lettres de leur nom encore plus lorsqu'un aspect de leur moi semblait menacé. Ceci est prédit par la théorie de l'auto-amélioration inconsciente. Cela ne peut pas être expliqué par une théorie de la simple exposition,.
Nickell, Pederson et Rossow ont recherché des effets avec des années significatives. Ils ont demandé à 83 étudiants de premier cycle d'évaluer, sur une échelle de 1 à 7, à quel point ils aimaient les années entre 1976 et 2001, les mois de l'année, les saisons, les moments de la journée et même les types d'animaux de compagnie pour tenter de déguiser l’objectif de l’étude. L'analyse des données a montré que les participants appréciaient l'année de leur naissance beaucoup plus que la moyenne des quatre années suivant leur naissance. Les chercheurs ont également constaté que l'année d'obtention du diplôme d'études secondaires était également plus appréciée que la moyenne. Parmi les mois de l'année, le mois le plus apprécié est celui où les participants sont nés.
Falk, Heine, Takemura, Zhang et Hsu ont étudié la validité des mesures de l'estime de soi implicite pour évaluer les différences culturelles. Ils ont soumis les participants canadiens et japonais à une série de tests, dont l'un évaluait les nombres jusque 40 selon la façon dont les participants les appréciaient. Comme les chercheurs ont vu peu ou pas de corrélation entre les diverses mesures de l'estime de soi implicite, ils n'ont pas tiré de conclusions sur les différences culturelles. Stieger et Krizan ont exploré les différences interculturelles dans les préférences de nombre, spécifiquement le jour où Noël est célébré en tant que contributeur à la préférence de nombre. Ils ont demandé aux participants de six pays d'évaluer les nombres entre 1 et 36. Ils ont constaté que dans les pays où les cadeaux sont échangés le 24 décembre, les participants préféraient de manière disproportionnée le nombre 24, tandis que dans les pays qui le font le 25 décembre, les participants préféraient 25. Ils ont conclu que les influences culturelles doivent être prises en compte si ces préférences sont utilisées pour refléter les différences individuelles.

## Application
Dans les évaluations psychologiques, cette préférence a été exploitée pour mesurer l'estime de soi implicite. La tâche de préférence de nombre est souvent utilisée en combinaison avec la tâche de préférence de lettre plus populaire, parfois appelée conjointement la tâche de préférence d'initiales et d'anniversaire (IBPT) ,. La méthode la plus populaire pour mesurer l'estime de soi implicite est le test d'association implicite.
Il n'y a pas de méthode standard pour appliquer la tâche. La tâche la plus couramment utilisée est une tâche de notation, qui consiste à demander aux participants de juger tous les nombres inférieurs à un certain seuil (généralement supérieur à 31 pour masquer le but d'évaluer les liens avec les dates), en indiquant à quel point ils les aiment sur une échelle de notation en 7 points. Il n'y a pas d'algorithme standard pour calculer l'estime de soi implicite. Au moins six algorithmes sont utilisés. Dans leur méta-analyse de l'effet nom-lettre, Stieger, Voracek et Formann recommandent d'utiliser l'algorithme de double correction ipsatisé. Les algorithmes sont généralement appliqués à la fois au nombre du jour et du mois,.
Stieger, Voracek et Formann recommandent que la tâche implique à la fois la préférence de lettre et la préférence de nombre, qu'elle soit administrée deux fois et que les instructions se concentrent sur le goût plutôt que sur l'attrait. La tâche de préférence numérique a été utilisée pour mesurer l'estime de soi implicite dans des contextes aussi divers que la parentalité et les habitudes mentales.

## Implications plus larges
Les chercheurs ont cherché des implications plus larges de la préférence pour les nombres de sa date de naissance sur les préférences, à la fois à l'intérieur et à l'extérieur du laboratoire. Un corpus de recherches controversées sous l'égide de l'égoïsme implicite, à commencer par Pelham, Mirenberg et Jones, a cherché à savoir si les gens prennent sans le savoir des décisions de vie en fonction de leurs lettres de nom ou de leur numéro d'anniversaire,,. Les sceptiques affirment que l'affirmation selon laquelle les lettres influencent les décisions relatives à la vie est une affirmation extraordinaire qui nécessite des preuves extraordinaires. D'après l'analyse des données de terrain américaines, Pelham et al. a conclu que les gens vivent de manière disproportionnée dans des villes dont les noms contiennent des numéros qui correspondent à ceux de leur anniversaire. Ils se sont penchés sur les personnes nées le 2 février, le 3 mars, le 4 avril, etc. jusqu'au 8 août, et sur les personnes qui vivaient dans des villes numérotées, telles que Two Rivers, Three Oaks, Four Corners, etc. Mais dans son analyse critique de cette étude, Simonsohn a soutenu que sa fiabilité est discutable, car il n'a trouvé qu'un petit nombre de résidents avec des nombres correspondants. Simonsohn a essayé de reproduire la découverte de différentes manières mais sans succès. Il n'a trouvé aucun effet du seul jour de l'anniversaire sur la ville (par exemple, le deuxième d'un mois, pas seulement février). Il n'a également trouvé aucun effet du numéro d'anniversaire sur la rue, l'adresse ou le numéro d'appartement.
Jones, Pelham, Carvallo et Mirenberg ont étudié l'influence de la préférence numérique sur l'attraction interpersonnelle. Dans une étude en laboratoire, ils ont montré aux participants américains des profils textuels de personnes. Les profils étaient accompagnés d'un code apparemment arbitraire affiché bien en vue, qui a été expliqué comme étant simplement une aide aux chercheurs pour garder une trace des profils. Un code correspondant à leur date de naissance a été présenté à la moitié des participants (par exemple, une personne née le 8 septembre a vu un profil de partenaire avec le code "09-08") ; l'autre moitié voyait un code non correspondant (par exemple "03-23"). Tous les participants ont eu exactement le même profil. Ils devaient évaluer à quel point ils pensaient qu'ils aimeraient la personne correspondant à ce profil. Les résultats ont montré que les participants aimaient beaucoup plus les profils lorsque le code correspondait aux nombres présents dans leur date de naissance. Par rapport aux participants au groupe de contrôle, les participants au groupe à la date d'anniversaire associée étaient plus susceptibles à la fin du test se rappeler plus précisément le code, mais seulement 5 des 110 participants ont mentionné le code d'appariement comme une influence potentielle. Jones et al. ont conclu que les préférences des gens pour les nombres de leur date d'anniversaire sont suffisamment puissantes pour influencer l'attirance des gens pour les autres. Pelham et Carvallo ont ensuite examiné l'attraction interpersonnelle en utilisant des données de terrain. Ils ont utilisé des registres de mariage à l'échelle de l'État pour conclure que les gens épousent de manière disproportionnée des personnes qui partagent les nombres de leur date d'anniversaire. Ils ont également constaté que les épouses choisissaient de manière disproportionnée leurs propres quantièmes et mois de naissance comme dates de mariage,.
Coulter et Grewal ont cherché à savoir si l'effet de la préférence des nombres de la date d'anniversaire pouvait être exploité dans les ventes et le marketing. Plus de 200 participants à une enquête en ligne ont été interrogés sur une publicité pour un dîner de pâtes, dont le prix était secrètement apparié au jour du mois de leur anniversaire. Par exemple, une personne née le 16 d'un mois voyait le prix "39,16 $". Les chercheurs ont constaté que l'appariement des nombres augmentait l'attrait du prix et l'intention d'achat. En introduisant une menace perçue pour le moi dans la tâche, ils ont trouvé un effet exagéré. À partir de là, ils ont conclu que l'effet positif lié aux nombres de la date d'anniversaire se transfère directement aux préférences de prix des consommateurs et affecte finalement leurs intentions d'achat. Keller et Gierl ont cherché à reproduire l'étude de Coulter et Grewal. Ils ont manipulé les prix des publicités pour la pizza et un service de streaming musical pour correspondre à l'anniversaire (jour, année) des participants à leur étude en laboratoire. Ils n’ont trouvé aucune préférence disproportionnée pour l’appariement des prix, ni pour l’année où le participant est né, ni pour la journée. Keller et Gierl ont conclu qu'il devait y avoir des conditions préalables telles que l'amorçage des stimuli pour déclencher l'effet, bien qu'ils aient suggéré qu'il est possible que leurs participants, qui étaient tous nés entre 1990 et 1999, aient si souvent vu dans la vie leur année de naissance matérialiser un prix, qu’elle était devenue trop courante.
Smeets a utilisé la correspondance du nom et de l'anniversaire dans une expérience d'attrait pour un produit. Il a inventé des noms de produits pour un DVD qui correspondaient à la fois au nom du participant et à son anniversaire. Par exemple, une participante du nom de Mariëlle, née le 14 mai, recevrait une publicité pour un lecteur DVD nommé "DVD-Ma 14" dans le groupe auto-référent et "DVD-Pu 30" dans le groupe de contrôle. Il a constaté que les participants à haute estime de soi aimaient davantage les produits si les noms de produits comportaient une référence à leurs données que s'ils n'en comportaient pas. Il a également constaté que le contraire se produisait chez les participants à faible estime de soi : ils aimaient mieux les produits s'ils ne comportaient pas de références à leurs données personnelles.